# Liste des représentants des États-Unis pour le Vermont
Le Vermont est représenté à la Chambre des représentants des États-Unis par un seul district at-large depuis le recensement de 1930, lorsque l'État a perdu son deuxième siège, rendant obsolètes ses 1er et 2e districts congressionnels. Il y avait autrefois six districts au Vermont, qui ont tous été éliminés après divers recensements.
Bernie Sanders (Indépendant) a occupé ce siège de 1991 à 2007, date à laquelle il est devenu Sénateur Américain. Le Démocrate Peter Welch, qui a succédé à Sanders en 2007, a représenté l'État jusqu'en 2023, date à laquelle il a été élu pour succéder à Patrick Leahy au Sénat. La Démocrate progressiste Becca Balint a été élue pour succéder à Welch à la Chambre pour le 118e Congrès. Balint est la première femme et personne LGBT à représenter le Vermont, faisant du Vermont le dernier État à être représenté au Congrès par une femme.

## Historique de vote
Note : Dans le cas des résultats pour l'élection du Représentant, seul le pourcentage du candidat en deuxième position est affiché
| Année | Poste        | Résultats                |
| ----- | ------------ | ------------------------ |
| 2022  | Représentant | Balint 60,45 % - 26,85 % |

## Liste des Représentants du district
Le Vermont a élu ses Représentants at-large de 1813 à 1821, en commençant par le 13e Congrès ; 1823 à 1825, avec le 18e Congrès ; et de 1933 à nos jours, à commencer par le 73e Congrès, après avoir été réduit à un seul Représentant à la suite du recensement de 1930. Toutes les autres années, le Vermont a élu ses Représentants dans des districts distincts.
Tous les membres ont été élus dans tout l'État sur une liste générale.

### 13eCongrès (1813 - 1815)
Sauf mention contraire, tous les noms ci-dessous sont membres du Parti Républicain-Démocrate
- William C. Bradler
- Ezra Butler
- James Fish
- Charles Rich
- Richard Skinner
- William Strong

### 14eCongrès (1815 - 1817)
Sauf mention contraire, tous les noms ci-dessous sont membres du Parti Fédéraliste
- Daniel Chipman, jusqu'au 5 mai 1816
- Luther Jewett
- Chauncey Langdon
- Asa Lyon
- Charles Marsh
- John Noyes

### 15eCongrès (1817 - 1819)
Sauf mention contraire, tous les noms ci-dessous sont membres du Parti Républicain-Démocrate
- Heman Allen
- Samuel C. Crafts
- William Hunter
- Orsamus C. Merrill
- Charles Rich
- Mark Richards

### 16eCongrès (1819 - 1821)
Sauf mention contraire, tous les noms ci-dessous sont membres du Parti Républicain-Démocrate
- Samuel C. Crafts
- Ezra Meech
- Orsamus C. Merrill, jusqu'au 12 janvier 1820
- Rollin C. Mallary, depuis le 13 janvier 1820
- Charles Rich
- Mark Richards
- William Strong

### 18eCongrès (1823 - 1825)
Sauf mention contraire, tous les noms ci-dessous sont membres du Parti Anti-Jacksonien
- Rollin C. Mallary
- William C. Bradley
- Charles Rich, jusqu'au 15 octobre 1824
- Henry Olin, jusqu'au 13 décembre 1824
- Daniel A. A. Buck
- Samuel C. Crafts

### 1933 - Présent: Un siège
Après le recensement de 1930, le Vermont a été réduit à un seul siège at-large, et l'est resté depuis lors.
| Membre                          | Parti       | Années                             | Congrès     | Histoire électorale |
| ------------------------------- | ----------- | ---------------------------------- | ----------- | --- |
| District rétabli le 4 mars 1933 |             |                                    |             | |
| Ernest W. Gibson (en)           | Républicain | 4 mars 1933 - 19 octobre 1933      | 73e         | Redécoupage depuis le 2e district et réélu en 1932. Démissionne lorsque nommé Sénateur des États-Unis.                                                                         |
| Vacant                          | Vacant      | 19 octobre 1933 - 16 janvier 1934  | 73e         | |
| Charles A. Plumbley (en)        | Républicain | 16 janvier 1934 - 3 janvier 1951   | 73e - 81e   | Élu pour terminer le mandat de Gibson. Réélu en 1934. Réélu en 1936. Réélu en 1938. Réélu en 1940. Réélu en 1942. Réélu en 1944. Réélu en 1946. Réélu en 1948. Retrait.        |
| Winston L. Prouty (en)          | Républicain | 3 janvier 1951 - 3 janvier 1959    | 82e - 85e   | Élu en 1950. Réélu en 1952. Réélu en 1954. Réélu en 1956. Retrait pour se présenter comme Sénateur des États-Unis.                                                             |
| William H. Meyer (en)           | Démocrate   | 3 janvier 1959 - 3 janvier 1961    | 86e         | Élu en 1958. Perd sa réélection. |
| Robert Stafford                 | Républicain | 3 janvier 1961 - 16 septembre 1971 | 87e - 92e   | Élu en 1960. Réélu en 1962. Réélu en 1964. Réélu en 1966. Réélu en 1968. Réélu en 1970. Démissionne lorsque nommé Sénateur des États-Unis.                                     |
| Vacant                          | Vacant      | 16 septembre 1971 - 7 janvier 1972 | 92e         | |
| Richard W. Mallary (en)         | Républicain | 7 janvier 1972 - 3 janvier 1975    | 92,93       | Élu pour terminer le mandat de Stafford. Réélu en 1972. Retrait pour se présenter comme Sénateur des États-Unis.                                                               |
| Jim Jeffords                    | Républicain | 3 janvier 1975 - 3 janvier 1989    | 94e - 100e  | Élu en 1974. Réélu en 1976. Réélu en 1978. Réélu en 1980. Réélu en 1982. Réélu en 1984. Réélu en 1986. Retrait pour se présenter comme Sénateur des États-Unis.                |
| Peter Plympton Smith            | Républicain | 3 janvier 1989 - 3 janvier 1991    | 101e        | Élu en 1988. Perd sa réélection. |
| Bernie Sanders                  | Indépendant | 3 janvier 1991 - 3 janvier 2007    | 102e - 109e | Élu en 1990. Réélu en 1992. Réélu en 1994. Réélu en 1996. Réélu en 1998. Réélu en 2000. Réélu en 2002. Réélu en 2004. Retrait pour se présenter comme Sénateur des États-Unis. |
| Peter Welch                     | Démocrate   | 3 janvier 2007 - 3 janvier 2023    | 110e - 117e | Élu en 2006. Réélu en 2008. Réélu en 2010. Réélu en 2012. Réélu en 2014. Réélu en 2016. Réélu en 2018. Réélu en 2020. Retrait pour se présenter comme Sénateur des États-Unis. |
| Becca Balint                    | Démocrate   | 3 janvier 2023 - en cours          | 118e - 119e | Élue en 2022. Réélue en 2024. |

## Résultats des récentes élections
Voici les résultats des dix précédents cycles électoraux dans le district.

### 2004
| Élection de 2004 du district congressionnel at-large du Vermont | Élection de 2004 du district congressionnel at-large du Vermont | Élection de 2004 du district congressionnel at-large du Vermont | Élection de 2004 du district congressionnel at-large du Vermont | Élection de 2004 du district congressionnel at-large du Vermont |
| --------------------------------------------------------------- | --------------------------------------------------------------- | --------------------------------------------------------------- | --------------------------------------------------------------- | --------------------------------------------------------------- |
| Parti                                                           | Parti                                                           | Candidat                                                        | Votes                                                           | %                                                               |
|                                                                 | Indépendant                                                     | Bernie Sanders (sortant)                                        | 205 774                                                         | 67,47                                                           |
|                                                                 | Républicain                                                     | Greg Parke                                                      | 74 271                                                          | 24,35                                                           |
|                                                                 | Démocrate                                                       | Larry Down                                                      | 21 684                                                          | 7,11                                                            |
|                                                                 | Liberty Union (en)                                              | Jane Newton                                                     | 3 018                                                           | 0,99                                                            |
|                                                                 | Write-In                                                        | Write-In                                                        | 261                                                             | 0,09                                                            |
| Total des votes                                                 | Total des votes                                                 | Total des votes                                                 | 305 008                                                         | 100 %                                                           |
|                                                                 | Les Indépendants conservent                                     |                                                                 |                                                                 |                                                                 |

### 2006
| Élection de 2006 du district congressionnel at-large du Vermont, | Élection de 2006 du district congressionnel at-large du Vermont, | Élection de 2006 du district congressionnel at-large du Vermont, | Élection de 2006 du district congressionnel at-large du Vermont, | Élection de 2006 du district congressionnel at-large du Vermont, |
| ---------------------------------------------------------------- | ---------------------------------------------------------------- | ---------------------------------------------------------------- | ---------------------------------------------------------------- | ---------------------------------------------------------------- |
| Parti                                                            | Parti                                                            | Candidat                                                         | Votes                                                            | %                                                                |
|                                                                  | Démocrate                                                        | Peter Welch (sortant)                                            | 139 815                                                          | 53,22                                                            |
|                                                                  | Républicain                                                      | Martha Rainville                                                 | 117 023                                                          | 44,54                                                            |
|                                                                  | Indépendant                                                      | Dennis Morrisseau                                                | 1 390                                                            | 0,53                                                             |
|                                                                  | Indépendant                                                      | Jerry Trudell                                                    | 1 013                                                            | 0,39                                                             |
|                                                                  | Vert                                                             | Bruce Marshall                                                   | 994                                                              | 0,38                                                             |
|                                                                  | Indépendant                                                      | Keith Stern                                                      | 963                                                              | 0,37                                                             |
|                                                                  | Liberty Union (en)                                               | Jane Newton                                                      | 721                                                              | 0,27                                                             |
|                                                                  | Indépendant                                                      | Chris Karr                                                       | 599                                                              | 0,23                                                             |
|                                                                  | Write-In                                                         | Write-In                                                         | 208                                                              | 0,08                                                             |
|                                                                  | Libertarien                                                      | Albert W. Schoeman                                               | 1 226                                                            | 0,59                                                             |
| Total des votes                                                  | Total des votes                                                  | Total des votes                                                  | 262 726                                                          | 100 %                                                            |
|                                                                  | Les Démocrates prennent aux Indépendants                         |                                                                  |                                                                  |                                                                  |

### 2008
| Élection de 2008 du district congressionnel at-large du Vermont | Élection de 2008 du district congressionnel at-large du Vermont | Élection de 2008 du district congressionnel at-large du Vermont | Élection de 2008 du district congressionnel at-large du Vermont | Élection de 2008 du district congressionnel at-large du Vermont |
| --------------------------------------------------------------- | --------------------------------------------------------------- | --------------------------------------------------------------- | --------------------------------------------------------------- | --------------------------------------------------------------- |
| Parti                                                           | Parti                                                           | Candidat                                                        | Votes                                                           | %                                                               |
|                                                                 | Démocrate                                                       | Peter Welch (sortant)                                           | 248 203                                                         | 83,25                                                           |
|                                                                 | Indépendant                                                     | Mike Bethel                                                     | 14 349                                                          | 4,18                                                            |
|                                                                 | Indépendant                                                     | Jerry Trudell                                                   | 10 818                                                          | 3,63                                                            |
|                                                                 | Progressiste                                                    | Thomas James Hermann                                            | 9 081                                                           | 3,05                                                            |
|                                                                 | Indépendant                                                     | Cris Ericson                                                    | 7 841                                                           | 2,63                                                            |
|                                                                 | Liberty Union (en)                                              | Jane Newton                                                     | 5 307                                                           | 1,78                                                            |
|                                                                 | Write-In                                                        | Write-In                                                        | 208                                                             | 0,08                                                            |
| Total des votes                                                 | Total des votes                                                 | Total des votes                                                 | 298 151                                                         | 100 %                                                           |
|                                                                 | Les Démocrates conservent                                       |                                                                 |                                                                 |                                                                 |

### 2010
| Élection de 2010 du district congressionnel at-large du Vermont | Élection de 2010 du district congressionnel at-large du Vermont | Élection de 2010 du district congressionnel at-large du Vermont | Élection de 2010 du district congressionnel at-large du Vermont | Élection de 2010 du district congressionnel at-large du Vermont |
| --------------------------------------------------------------- | --------------------------------------------------------------- | --------------------------------------------------------------- | --------------------------------------------------------------- | --------------------------------------------------------------- |
| Parti                                                           | Parti                                                           | Candidat                                                        | Votes                                                           | %                                                               |
|                                                                 | Démocrate                                                       | Peter Welch (sortant)                                           | 154 006                                                         | 64,57                                                           |
|                                                                 | Républicain                                                     | Paul D. Beaudry                                                 | 76 403                                                          | 32,03                                                           |
|                                                                 | Indépendant                                                     | Gus Jaccaci                                                     | 4 704                                                           | 1,97                                                            |
|                                                                 | Socialiste                                                      | Jane Newton                                                     | 3 222                                                           | 1,35                                                            |
|                                                                 | Write-In                                                        | Write-In                                                        | 186                                                             | 0,08                                                            |
| Total des votes                                                 | Total des votes                                                 | Total des votes                                                 | 238 521                                                         | 100 %                                                           |
|                                                                 | Les Démocrates conservent                                       |                                                                 |                                                                 |                                                                 |

### 2012
| Élection de 2012 du district congressionnel at-large du Vermont | Élection de 2012 du district congressionnel at-large du Vermont | Élection de 2012 du district congressionnel at-large du Vermont | Élection de 2012 du district congressionnel at-large du Vermont | Élection de 2012 du district congressionnel at-large du Vermont |
| --------------------------------------------------------------- | --------------------------------------------------------------- | --------------------------------------------------------------- | --------------------------------------------------------------- | --------------------------------------------------------------- |
| Parti                                                           | Parti                                                           | Candidat                                                        | Votes                                                           | %                                                               |
|                                                                 | Démocrate                                                       | Peter Welch (sortant)                                           | 208 600                                                         | 72,01                                                           |
|                                                                 | Républicain                                                     | Mark Donka                                                      | 67 543                                                          | 23,32                                                           |
|                                                                 | Indépendant                                                     | James "Sam" Dresrochers                                         | 8 302                                                           | 2,87                                                            |
|                                                                 | Liberty Union (en)                                              | Jane Newton                                                     | 4 065                                                           | 1,40                                                            |
|                                                                 | Indépendant                                                     | Andre Laframboise                                               | 1 153                                                           | 0,40                                                            |
| Total des votes                                                 | Total des votes                                                 | Total des votes                                                 | 289 663                                                         | 100 %                                                           |
|                                                                 | Les Démocrates conservent                                       |                                                                 |                                                                 |                                                                 |

### 2014
| Élection de 2014 du district congressionnel at-large du Vermont | Élection de 2014 du district congressionnel at-large du Vermont | Élection de 2014 du district congressionnel at-large du Vermont | Élection de 2014 du district congressionnel at-large du Vermont | Élection de 2014 du district congressionnel at-large du Vermont |
| --------------------------------------------------------------- | --------------------------------------------------------------- | --------------------------------------------------------------- | --------------------------------------------------------------- | --------------------------------------------------------------- |
| Parti                                                           | Parti                                                           | Candidat                                                        | Votes                                                           | %                                                               |
|                                                                 | Démocrate                                                       | Peter Welch (sortant)                                           | 123 349                                                         | 64,41                                                           |
|                                                                 | Républicain                                                     | Mark Donka                                                      | 59 432                                                          | 31,03                                                           |
|                                                                 | Indépendant                                                     | Cris Ericson                                                    | 2 750                                                           | 1,44                                                            |
|                                                                 | Liberty Union (en)                                              | Matthew Andrews                                                 | 2 071                                                           | 1,08                                                            |
|                                                                 | Indépendant                                                     | Jerry Trudell                                                   | 2 024                                                           | 1,06                                                            |
|                                                                 | Indépendant                                                     | Randall Meyer                                                   | 1 685                                                           | 0,88                                                            |
|                                                                 | Write-In                                                        | Write-In                                                        | 193                                                             | 0,10                                                            |
| Total des votes                                                 | Total des votes                                                 | Total des votes                                                 | 191 504                                                         | 100 %                                                           |
|                                                                 | Les Démocrates conservent                                       |                                                                 |                                                                 |                                                                 |

### 2016
| Élection de 2016 du district congressionnel at-large du Vermont | Élection de 2016 du district congressionnel at-large du Vermont | Élection de 2016 du district congressionnel at-large du Vermont | Élection de 2016 du district congressionnel at-large du Vermont | Élection de 2016 du district congressionnel at-large du Vermont |
| --------------------------------------------------------------- | --------------------------------------------------------------- | --------------------------------------------------------------- | --------------------------------------------------------------- | --------------------------------------------------------------- |
| Parti                                                           | Parti                                                           | Candidat                                                        | Votes                                                           | %                                                               |
|                                                                 | Démocrate                                                       | Peter Welch (sortant)                                           | 264 414                                                         | 89,53                                                           |
|                                                                 | Liberty Union (en)                                              | Erica Clawson                                                   | 29 410                                                          | 9,96                                                            |
|                                                                 | Write-In                                                        | Write-In                                                        | 1 510                                                           | 0,51                                                            |
| Total des votes                                                 | Total des votes                                                 | Total des votes                                                 | 295 334                                                         | 100 %                                                           |
|                                                                 | Les Démocrates conservent                                       |                                                                 |                                                                 |                                                                 |

### 2018
| Élection de 2018 du district congressionnel at-large du Vermont | Élection de 2018 du district congressionnel at-large du Vermont | Élection de 2018 du district congressionnel at-large du Vermont | Élection de 2018 du district congressionnel at-large du Vermont | Élection de 2018 du district congressionnel at-large du Vermont |
| --------------------------------------------------------------- | --------------------------------------------------------------- | --------------------------------------------------------------- | --------------------------------------------------------------- | --------------------------------------------------------------- |
| Parti                                                           | Parti                                                           | Candidat                                                        | Votes                                                           | %                                                               |
|                                                                 | Démocrate                                                       | Peter Welch (sortant)                                           | 188 547                                                         | 69,20                                                           |
|                                                                 | Républicain                                                     | Anya Tynio                                                      | 70 705                                                          | 25,95                                                           |
|                                                                 | Marijuana                                                       | Cris Ericson                                                    | 9 110                                                           | 3,34                                                            |
|                                                                 | Liberty Union (en)                                              | Laura Potter                                                    | 3 924                                                           | 1,44                                                            |
|                                                                 | Write-In                                                        | Write-In                                                        | 165                                                             | 0,07                                                            |
| Total des votes                                                 | Total des votes                                                 | Total des votes                                                 | 191 504                                                         | 100 %                                                           |
|                                                                 | Les Démocrates conservent                                       |                                                                 |                                                                 |                                                                 |

### 2020
| Élection de 2020 du district congressionnel at-large du Vermont | Élection de 2020 du district congressionnel at-large du Vermont | Élection de 2020 du district congressionnel at-large du Vermont | Élection de 2020 du district congressionnel at-large du Vermont | Élection de 2020 du district congressionnel at-large du Vermont |
| --------------------------------------------------------------- | --------------------------------------------------------------- | --------------------------------------------------------------- | --------------------------------------------------------------- | --------------------------------------------------------------- |
| Parti                                                           | Parti                                                           | Candidat                                                        | Votes                                                           | %                                                               |
|                                                                 | Démocrate                                                       | Peter Welch (sortant)                                           | 238 827                                                         | 67,31                                                           |
|                                                                 | Républicain                                                     | Miriam Berry                                                    | 95 830                                                          | 27,01                                                           |
|                                                                 | Indépendant                                                     | Peter R. Becker                                                 | 8 065                                                           | 2,27                                                            |
|                                                                 | Indépendant                                                     | Marcia Horne                                                    | 4 334                                                           | 1,22                                                            |
|                                                                 | Communiste                                                      | Christopher Helali                                              | 3 432                                                           | 0,97                                                            |
|                                                                 | Indépendant                                                     | Shawn Orr                                                       | 1 926                                                           | 0,54                                                            |
|                                                                 | Indépendant                                                     | Jerry Trudell                                                   | 1 881                                                           | 0,53                                                            |
|                                                                 | Write-In                                                        | Write-In                                                        | 542                                                             | 0,15                                                            |
| Total des votes                                                 | Total des votes                                                 | Total des votes                                                 | 345 837                                                         | 100 %                                                           |
|                                                                 | Les Démocrates conservent                                       |                                                                 |                                                                 |                                                                 |

### 2022
| Primaire démocrate de 2022 du district congressionnel at-large du Vermont | Primaire démocrate de 2022 du district congressionnel at-large du Vermont | Primaire démocrate de 2022 du district congressionnel at-large du Vermont | Primaire démocrate de 2022 du district congressionnel at-large du Vermont | Primaire démocrate de 2022 du district congressionnel at-large du Vermont |
| ------------------------------------------------------------------------- | ------------------------------------------------------------------------- | ------------------------------------------------------------------------- | ------------------------------------------------------------------------- | ------------------------------------------------------------------------- |
| Parti                                                                     | Parti                                                                     | Candidat                                                                  | Votes                                                                     | %                                                                         |
|                                                                           | Démocrate                                                                 | Becca Baint                                                               | 61 025                                                                    | 60,5                                                                      |
|                                                                           | Démocrate                                                                 | Molly Gray                                                                | 37 266                                                                    | 36,9                                                                      |
|                                                                           | Démocrate                                                                 | Louis Meyers                                                              | 1 593                                                                     | 1,6                                                                       |
|                                                                           | Démocrate                                                                 | Sianay Clifford (retrait non officiel)                                    | 885                                                                       | 0,9                                                                       |

| Primaire républicaine de 2022 du district congressionnel at-large du Vermont | Primaire républicaine de 2022 du district congressionnel at-large du Vermont | Primaire républicaine de 2022 du district congressionnel at-large du Vermont | Primaire républicaine de 2022 du district congressionnel at-large du Vermont | Primaire républicaine de 2022 du district congressionnel at-large du Vermont |
| ---------------------------------------------------------------------------- | ---------------------------------------------------------------------------- | ---------------------------------------------------------------------------- | ---------------------------------------------------------------------------- | ---------------------------------------------------------------------------- |
| Parti                                                                        | Parti                                                                        | Candidat                                                                     | Votes                                                                        | %                                                                            |
|                                                                              | Républicain                                                                  | Liam Madden                                                                  | 10 701                                                                       | 40,0                                                                         |
|                                                                              | Républicain                                                                  | Ericka Redic                                                                 | 8255                                                                         | 30,8                                                                         |
|                                                                              | Républicain                                                                  | Anya Tynio                                                                   | 6908                                                                         | 25,8                                                                         |

| Primaire du Parti Progressiste du Vermont de 2022 du district congressionnel at-large du Vermont | Primaire du Parti Progressiste du Vermont de 2022 du district congressionnel at-large du Vermont | Primaire du Parti Progressiste du Vermont de 2022 du district congressionnel at-large du Vermont | Primaire du Parti Progressiste du Vermont de 2022 du district congressionnel at-large du Vermont | Primaire du Parti Progressiste du Vermont de 2022 du district congressionnel at-large du Vermont |
| ------------------------------------------------------------------------------------------------ | ------------------------------------------------------------------------------------------------ | ------------------------------------------------------------------------------------------------ | ------------------------------------------------------------------------------------------------ | ------------------------------------------------------------------------------------------------ |
| Parti                                                                                            | Parti                                                                                            | Candidat                                                                                         | Votes                                                                                            | %                                                                                                |
|                                                                                                  | Progressiste                                                                                     | Barbara Nolfi                                                                                    | 439                                                                                              | 82,8                                                                                             |
|                                                                                                  | Write-In                                                                                         | Write-In                                                                                         | 91                                                                                               | 17,2                                                                                             |

| Élection de 2022 du district congressionnel at-large du Vermont | Élection de 2022 du district congressionnel at-large du Vermont | Élection de 2022 du district congressionnel at-large du Vermont | Élection de 2022 du district congressionnel at-large du Vermont | Élection de 2022 du district congressionnel at-large du Vermont |
| --------------------------------------------------------------- | --------------------------------------------------------------- | --------------------------------------------------------------- | --------------------------------------------------------------- | --------------------------------------------------------------- |
| Parti                                                           | Parti                                                           | Candidat                                                        | Votes                                                           | %                                                               |
|                                                                 | Démocrate                                                       | Becca Balint                                                    | 176 494                                                         | 62,6                                                            |
|                                                                 | Républicain                                                     | Liam Madden                                                     | 78 397                                                          | 27,8                                                            |
|                                                                 | Libertarien                                                     | Ericka Redic                                                    | 12 590                                                          | 4,5                                                             |
|                                                                 | Indépendant                                                     | Matt Druzba                                                     | 5 737                                                           | 2,0                                                             |
|                                                                 | Indépendant                                                     | Luke Talbot                                                     | 4 428                                                           | 1,6                                                             |
|                                                                 | Indépendant                                                     | Adam Ortiz                                                      | 3 376                                                           | 1,2                                                             |
|                                                                 | Write-In                                                        | Write-In                                                        | 1 004                                                           | 0,4                                                             |
| Total des votes                                                 | Total des votes                                                 | Total des votes                                                 | 282 026                                                         | 100 %                                                           |
|                                                                 | Les Démocrates conservent                                       |                                                                 |                                                                 |                                                                 |

### 2024
| Primaire démocrate de 2024 du district congressionnel at-large du Vermont | Primaire démocrate de 2024 du district congressionnel at-large du Vermont | Primaire démocrate de 2024 du district congressionnel at-large du Vermont | Primaire démocrate de 2024 du district congressionnel at-large du Vermont | Primaire démocrate de 2024 du district congressionnel at-large du Vermont |
| ------------------------------------------------------------------------- | ------------------------------------------------------------------------- | ------------------------------------------------------------------------- | ------------------------------------------------------------------------- | ------------------------------------------------------------------------- |
| Parti                                                                     | Parti                                                                     | Candidat                                                                  | Votes                                                                     | %                                                                         |
|                                                                           | Démocrate                                                                 | Becca Balint (sortante)                                                   | 47 638                                                                    | 99,0                                                                      |
|                                                                           | Write-In                                                                  | Write-In                                                                  | 465                                                                       | 1,0                                                                       |

| Primaire républicaine de 2024 du district congressionnel at-large du Vermont | Primaire républicaine de 2024 du district congressionnel at-large du Vermont | Primaire républicaine de 2024 du district congressionnel at-large du Vermont | Primaire républicaine de 2024 du district congressionnel at-large du Vermont | Primaire républicaine de 2024 du district congressionnel at-large du Vermont |
| ---------------------------------------------------------------------------- | ---------------------------------------------------------------------------- | ---------------------------------------------------------------------------- | ---------------------------------------------------------------------------- | ---------------------------------------------------------------------------- |
| Parti                                                                        | Parti                                                                        | Candidat                                                                     | Votes                                                                        | %                                                                            |
|                                                                              | Républicain                                                                  | Mark Coester                                                                 | 19 459                                                                       | 97,2                                                                         |
|                                                                              | Write-In                                                                     | Write-In                                                                     | 551                                                                          | 2,8                                                                          |

| Élection de 2024 du district congressionnel at-large du Vermont | Élection de 2024 du district congressionnel at-large du Vermont | Élection de 2024 du district congressionnel at-large du Vermont | Élection de 2024 du district congressionnel at-large du Vermont | Élection de 2024 du district congressionnel at-large du Vermont |
| --------------------------------------------------------------- | --------------------------------------------------------------- | --------------------------------------------------------------- | --------------------------------------------------------------- | --------------------------------------------------------------- |
| Parti                                                           | Parti                                                           | Candidat                                                        | Votes                                                           | %                                                               |
|                                                                 | Démocrate                                                       | Becca Balint (sortante)                                         | TBD                                                             | TBD                                                             |
|                                                                 | Républicain                                                     | Mark Coester                                                    | TBD                                                             | TBD                                                             |
|                                                                 | Indépendant                                                     | Adam Ortiz                                                      | TBD                                                             | TBD                                                             |
|                                                                 | Liberty Union (en)                                              | Jessica Diamondstone                                            | TBD                                                             | TBD                                                             |
| Total des votes                                                 | Total des votes                                                 | Total des votes                                                 | TBD                                                             | 100 %                                                           |
|                                                                 |                                                                 |                                                                 |                                                                 |                                                                 |